# Dennis de Nooijer
Dennis de Nooijer (Oost-Souburg, 4 april 1969) is een Nederlands oud-voetballer, die speelde als centrale aanvaller gedurende zijn carrière. Hij trok een groot deel van zijn carrière op met zijn tweelingbroer Gérard. Hij is de vader van profvoetballer Jeremy de Nooijer.

## Carrière als voetballer

### Clubcarrière
De Nooijer werd geboren in Oost-Souburg en is de oudste van een tweeling. Zijn tweelingbroer Gérard de Nooijer werd eveneens profvoetballer en de carrières van de twee trokken vaak gezamenlijk op.
Dennis de Nooijer kwam samen met zijn broer te spelen in de jeugdopleiding van Sparta Rotterdam en debuteerde in het seizoen 1987/1988. In het seizoen 1992-1993 liep hij een zware blessure op aan zijn linkerknie, die hem zeven maanden aan de kant hield. In het daaropvolgende seizoen vocht hij zich terug, maar in het seizoen 1994-1995 scheurde hij wederom zijn buitenste kruisband af, ditmaal van zijn rechterknie. Halverwege de jaren 90 speelde hij zich in de kijker van diverse grote clubs, waaronder Celtic FC, Benfica, Ajax en Feyenoord, waarmee hij zelfs onderhandelingen voerde. Hij verraste echter door zijn contract met Sparta in 1996 te verlengen met 4 jaar. Dit mede door een financiële injectie van kledingsponsor Kappa, waar hij en zijn broer Gérard een functie aangeboden kregen voor na hun actieve carrière. Hierna ging het echter bergafwaarts met zowel de club als de speler.
In 1998 was het SC Heerenveen die De Nooijer, samen met zijn broer Gérard, verloste. De Nooijer was bij Heerenveen voorbestemd om Ruud van Nistelrooij te doen vergeten, die naar PSV was vertrokken. Door blessureleed kon De Nooijer hier de verwachting echter nooit waarmaken. In zijn eerste seizoen speelde hij nog 17 wedstrijden, waarin hij slechts drie maal scoorde, in het seizoen erna raakte hij dusdanig geblesseerd dat hij slechts een wedstrijd in actie kon komen. Het seizoen erna zou Heerenveen, na het behalen van de tweede plaats, uitkomen in de Champions League, maar raakte De Nooijer opnieuw geblesseerd, waardoor hij vijf maanden aan de kant stond. Toen hij terugkwam van zijn blessure, leek zijn rol bij Heerenveen uitgespeeld, daar trainer Foppe de Haan de voorkeur gaf aan Daniel Jensen en Marcus Allbäck. Hierop liet hij zich terugverhuren naar Sparta, waar Willem van Hanegem trainer was geworden. Bij Sparta eindigde hij op de 17e plaats, maar wist hij de club te behouden voor de eredivisie.
Het seizoen erna keerde hij terug naar Heerenveen, maar nadat hij in de eerste competitiehelft slechts drie invalbeurten kreeg, werd hij wederom verhuurd, ditmaal aan N.E.C., waar Johan Neeskens de spits een nieuwe kans gunde. In maart 2002 maakte Heerenveen bekend zijn contract niet verlengen. Hierop tekende hij een eenjarig contract bij N.E.C. In zijn derde seizoen bij N.E.C. verloor hij, na een verandering van speelstijl, de concurrentieslag met Frank Demouge en stuurde hij aan op een vertrek. Het was wederom Sparta, dat het seizoen ervoor voor het eerst in haar bestaan gedegradeerd was uit de eredivisie, die de spits verloste. Het lukte echter niet om de club terug te loodsen naar het hoogste niveau.
In de zomer van 2004 losten Dennis en Gérard de Nooijer, die zijn contract bij Feyenoord niet verlengd zag, hun belofte in om hun profcarrière bij dezelfde ploeg af te sluiten. Nadat Sparta niet toehapte, vonden ze in FC Dordrecht een ploeg waar ze beiden emplooi vonden. Hier beëindigden ze samen hun carrière in zomer van 2005, waarna ze zich lieten overschrijven naar de amateurclub RCS uit Oost-Souburg. Sinds het seizoen 2017-2018 spelen ze wederom samen bij SV Apollo '69 in de 4de klasse van het zaterdag voetbal.

### Nederlands elftal
Hoewel De Nooijer een sterke voetbalcarrière kende, heeft hij nooit officieel voor het Nederlands voetbalelftal gespeeld. Wel speelde hij voor het militair elftal, waarmee hij in 1991 de halve finale bereikte van het EK. In 1996 werd De Nooijer door bondscoach Guus Hiddink als stagiair opgeroepen voor een trainingsstage van het Nederlands elftal. De tweedaagse stage werd afgesloten met een onofficiële wedstrijd tegen hoofdklasser DHC Delft. De Nooijer wist in deze wedstrijd, geassisteerd door Dennis Bergkamp, vier doelpunten te maken.

## Carrière als trainer
Na zijn carrière werd De Nooijer mede-eigenaar van de voetbalschool JVOZ (Jeugd Voetbal Opleiding Zeeland), samen met zijn broer Gérard en Dolf Roks. Hij voetbalt momenteel bij vv Philippine en is trainer van de jeugd van zijn eigen voetbalschool. In 2014 ging hij werken in de jeugdafdeling van FC Twente. Daarnaast werd hij toegevoegd aan de staf van het Nederlands voetbalelftal onder 16.
In 2015 werd hij trainer van VV Philippine in het dorp Philippine in Zeeuws-Vlaanderen. In de eerste helft van het seizoen 2016-2017 combineerde hij die functie met die van assistent-trainer van Michel Vonk bij Telstar. Kort na de winterstop leverde hij, tot spijt van de club, zijn contract weer in, omdat hij zich niet prettig voelde in zijn rol als assistent. Kort nadat hij had verteld zijn contract bij VV Philippine niet te zullen verlengen en afscheid had genomen bij Telstar, tekende hij een contract als hoofdtrainer bij de amateurclub Zeelandia Middelburg voor het seizoen 2017-2018. In januari 2018 werd bekend dat De Nooijer overstapt naar derde divisionist HSV Hoek. Hij combineerde het hoofdtrainerschap samen met zijn functie als assistent-trainer bij FC Dordrecht, waar zijn broer Gérard hoofdtrainer was. In december 2019 vertrok hij bij Hoek. In 2019 was hij jeugdtrainer in China. In juli 2020 werd De Nooijer aangesteld als assistent van Karel Fraeye bij KSV Roeselare in de Eerste nationale. Roeselare ging echter in september 2020 failliet. Begin 2022 ging hij aan de slag als hoofdtrainer bij VV Goes.

## Clubstatistieken
| Seizoen | Club               | Duels | Goals | Competitie     |
| ------- | ------------------ | ----- | ----- | -------------- |
| 1987/88 | Sparta Rotterdam   | 2     | 0     | Eredivisie     |
| 1988/89 | Sparta Rotterdam   | 13    | 0     | Eredivisie     |
| 1989/90 | Sparta Rotterdam   | 19    | 0     | Eredivisie     |
| 1990/91 | Sparta Rotterdam   | 28    | 4     | Eredivisie     |
| 1991/92 | Sparta Rotterdam   | 34    | 5     | Eredivisie     |
| 1992/93 | Sparta Rotterdam   | 12    | 1     | Eredivisie     |
| 1993/94 | Sparta Rotterdam   | 29    | 12    | Eredivisie     |
| 1994/95 | Sparta Rotterdam   | 9     | 5     | Eredivisie     |
| 1995/96 | Sparta Rotterdam   | 32    | 16    | Eredivisie     |
| 1996/97 | Sparta Rotterdam   | 32    | 9     | Eredivisie     |
| 1997/98 | Sparta Rotterdam   | 34    | 13    | Eredivisie     |
| 1998/99 | sc Heerenveen      | 17    | 3     | Eredivisie     |
| 1999/00 | sc Heerenveen      | 1     | 0     | Eredivisie     |
| 2000/01 | sc Heerenveen      | 10    | 4     | Eredivisie     |
| 2000/01 | → Sparta Rotterdam | 8     | 0     | Eredivisie     |
| 2001/02 | sc Heerenveen      | 3     | 0     | Eredivisie     |
| 2001/02 | → N.E.C.           | 16    | 6     | Eredivisie     |
| 2002/03 | N.E.C.             | 25    | 4     | Eredivisie     |
| 2003/04 | N.E.C.             | 0     | 0     | Eredivisie     |
| 2003/04 | → Sparta Rotterdam | 17    | 2     | Eerste divisie |
| 2004/05 | FC Dordrecht       | 21    | 6     | Eerste divisie |
| Totaal  | Totaal             | 376   | 93    |                |